# Carlos Burella
Carlos Burella Higashi (Lima, 12 de julio de 1943 - 31 de agosto del 2021) fue un excéntrico arquero peruano de ágiles intervenciones que destacó por su destreza y manera singular de tapar, muchos decían que gustaba emular al 'Loco' Hugo Orlando Gatti destacado arquero argentino que brilló en los 60s y 70s. 
Más de una vez recibió goles al cometer errores involuntarios con acciones pensando más en hacer delirar a la tribuna que en los resultados del partido, era su manera peculiar de tapar bajo los tres palos.

## Trayectoria
Sus primeros años en el arco lo hizo a los 13 años en la Academia José Soriano, luego pasó a los infantiles del Centro Iqueño en 1957 dirigido por el uruguayo Roberto Scarone y luego por el paraguayo Miguel Ortega en 1958. Pasó al Mariscal Sucre en 1959 donde logró el título de la Segunda División del Perú y en 1960 hizo su debut profesional a los 17 años dirigido por Juan Bulnes. 
Fue parte de los primeros 30 seleccionados del Preolímpico de Roma pero no quedó entre los 20 en donde al final estuvieron los arqueros Hermigio Campos y la 'Pantera' Salinas. En 1961 pasó al Ciclista Lima siendo dirigido por Alejandro Heredia Miranda, José Chiarella y Roberto Drago.
En 1963 pasó a las filas del Sporting Cristal como tercer arquero dirigido por Didí; luego jugó por el Defensor Lima en 1965. En 1966 fue fichado por Universitario donde obtuvo tres títulos; en 1969 reforzó al subcampeón Juan Aurich para la Copa Libertadores (donde tuvo una garrafal falla en el estadio Nacional ante la Universidad Católica), luego regresó al cuadro merengue donde campeonó.
En 1971 tapó en el Deportivo Quito de Ecuador, luego fue campeón con Defensor Lima en 1973, regresó en el último año de su carrera en 1976.
Burella jugó 2 partidos amistosos por la Selección de Mayores en 1972, ante México el 9 de agosto (3-2) y ante Argentina el 25 de octubre (0-2).

## Preparador de arqueros
En 1982 estuvo en Deportivo Municipal, 1983 en la Selección Peruana y en la Selección Sub-23 en 1985, en 1987 del Sport Boys, asímismo en la Selección Preolímpica para Seúl 1988; en 1989 en Lawn Tennis, en 1990 en San Agustín, entre otros.

## Clubes
| Club             | País    | Año         |
| ---------------- | ------- | ----------- |
| Mariscal Sucre   | Perú    | 1959 - 1960 |
| Ciclista Lima    | Perú    | 1961 - 1962 |
| Sporting Cristal | Perú    | 1963 - 1964 |
| Defensor Lima    | Perú    | 1965        |
| Universitario    | Perú    | 1966 - 1968 |
| Juan Aurich      | Perú    | 1969        |
| Universitario    | Perú    | 1969        |
| Defensor Lima    | Perú    | 1970        |
| Deportivo Quito  | Ecuador | 1971        |
| Defensor Lima    | Perú    | 1972 - 1974 |
| Atlético Chalaco | Perú    | 1975        |
| Defensor Lima    | Perú    | 1976        |

## Palmarés

### Campeonatos nacionales
| Título                    | Club          | País | Año  |
| ------------------------- | ------------- | ---- | ---- |
| Primera División del Perú | Universitario | Perú | 1966 |
| Primera División del Perú | Universitario | Perú | 1967 |
| Primera División del Perú | Universitario | Perú | 1969 |
| Primera División del Perú | Defensor Lima | Perú | 1973 |